# Neue Schenke (Krausnick-Groß Wasserburg)

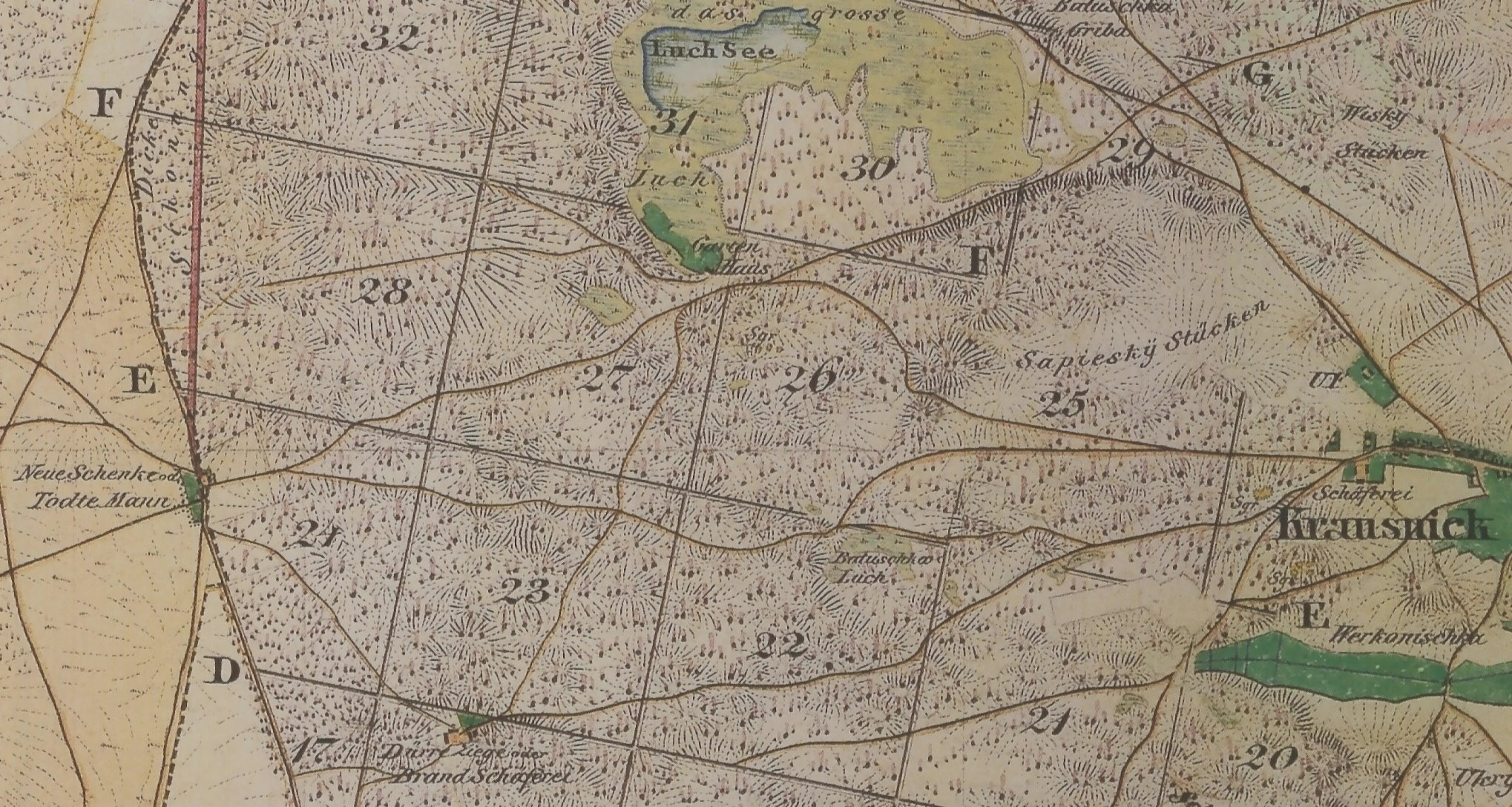
Neue Schenke, Brandschäferei und Forsthaus Brand (Gartenhaus), Ausschnitt aus dem Urmesstischblatt 3948 Oderin von 1841

Die Neue Schenke (oder Neue Schänke, auch Toter Mann und Todte Mann genannt) war eine Schenke und Schäferei im Ortsteil Krausnick der Gemeinde Krausnick-Groß Wasserburg im Landkreis Dahme-Spreewald (Brandenburg). Schäferei und Schenke wurden um/vor 1792 errichtet. Die Schenke lag damals an der wichtigen Fernhandelsstraße Berlin–Lübben mitten in einem ausgedehnten Waldgebiet, dem sogenannten Brand. 1868 wurde die Neue Schenke von der Hofkammer der Königlichen Familiengüter (Verwaltungsorgan der Herrschaft Königs Wusterhausen) aufgekauft und 1869 abgerissen. In der Nähe des weiter östlich und separat liegenden Gartenhauses wurde das neue Forsthaus Brand errichtet.

## Lage
Die Neue Schenke lag knapp drei Kilometer westlich von Krausnick völlig isoliert in einem großen Waldgebiet, 4,5 km südöstlich von Briesen, 4,2 km südlich der nächsten Kleinsiedlung Hungriger Wolf, 3,5 km nordwestnördlich der Försterei Schönwalde und 1,2 km südöstlich der Schäferei Dürre Ziege oder die Brandschäferei. Das Areal der Schenke wird heute von der Tropical-Island-Allee gequert. Der Wohnplatz Neue Schenke lag auf etwa 56 m ü. NHN.

## Geschichte
Die Neue Schenke wird 1792 erstmals urkundlich als Neue Schenke erwähnt. Sie ist aber noch nicht im Schmettauschen Kartenwerk von 1767/87 verzeichnet. Sie dürfte damit nur wenige Jahre vor der Ersterwähnung entstanden sein. Die Schenke war ein Erbpachtgut des Amtes Krausnick. Nach Alwin Brandt soll die Neue Schenke aber schon 1730 erwähnt worden sein. Allerdings fehlen Belege dafür.
1801 erwähnte Friedrich Wilhelm August Bratring den Wohnplatz als der Neue Krug, unweit der Brandschäferei, zu Krausnick gehörig. Er machte aber keine weiteren Angaben, etwa zur Anzahl der Wohngebäude oder zur Einwohnerzahl.
Das Ortschafts-Verzeichniß des Regierungs-Bezirks Potsdam nach der neuesten Kreiseintheilung vom Jahre 1817 erwähnt die Schenke unter dem Namen der Neue Krug. Auch hier wurden keine nähere Angaben gemacht.
1834 löste das Amt Krausnick die der Besitzerin der Neuen Schenke, Eleonore Paschke zustehenden Bau- und Reparaturholzberechtigungen gegen Einmalzahlung ab. Die Topographisch-statistische Uebersicht des Regierungs-Bezirks Potsdam und der Stadt Berlin von 1841 erwähnt die Schenke, wiederum ohne nähere Angaben, als der Neue Krug. Im Urmesstischblatt 3947 Oderin von 1841 ist die Schenke als Neue Schenke od. Todte Mann eingetragen. 1845 bot Ludwig Paschke den Gasthof Neue Schenke zum Verkauf an. Anscheinend kam es aber nicht zum Verkauf.
1861 gehörte die Schenke, Neuer Krug (Neue Schenke, Todter Mann) genannt, zum Gutsbezirk Krausnick. Damals standen hier drei Wohnhäuser und vier Wirtschaftsgebäude sowie das etwas abseits stehende Gartenhaus. Das Gartenhaus war ein Einzelhaus 1,5 km ostnordöstlich der Schenke. Die kleine Siedlung bestehend aus Neuer Schenke und Gartenhaus hatte 42 Einwohner. 1868 verkaufte Eleonore Paschke geb. Görsch die Neue Schenke an die Hofkammer des Königlichen Hauses, die es zunächst als Forstdienstgebäude nutzen wollte. In den Verkauf inbegriffen war auch das sogenannte Gartenhaus. Die Neue Schenke wurde bereits ein Jahr später abgerissen. In der Nähe des Gartenhauses wurde 1869/70 das Forsthaus Brand neu erbaut. Heute erinnert nichts mehr an dieses Gasthaus außer einer kleinen Freifläche neben der Tropical-Island-Allee.